# Anastasia Tatalina
Anastasia Viktorovna Tatalina (Russisch: Анастасия Викторовна Таталина) (Novosibirsk, 5 september 2000) is een Russische freestyleskiester. Ze nam onder olympische vlag deel aan de Olympische Winterspelen 2018 in Pyeongchang.

## Carrière
Bij haar wereldbekerdebuut, in januari 2017 in Font-Romeu, scoorde Tatalina direct wereldbekerpunten. Op de wereldkampioenschappen freestyleskiën 2017 in de Spaanse Sierra Nevada eindigde de Russin als achttiende op het onderdeel slopestyle. In november 2017 behaalde ze in Stubai haar eerste toptienklassering in een wereldbekerwedstrijd. Tijdens de Olympische Winterspelen van 2018 in Pyeongchang eindigde Tatalina als twaalfde op het onderdeel slopestyle.

## Resultaten

### Olympische Winterspelen
| Jaar | Plaats      | Resultaten     |
| ---- | ----------- | -------------- |
| 2018 | Pyeongchang | 12e Slopestyle |

### Wereldkampioenschappen
| Jaar | Plaats        | Resultaat      |
| ---- | ------------- | -------------- |
| 2017 | Sierra Nevada | 18e Slopestyle |

### Wereldbeker
Eindklasseringen
| Seizoen   | Algm | BA  | SS  |
| --------- | ---- | --- | --- |
| 2016/2017 | 101e | –   | 23e |
| 2017/2018 | 31e  | –   | 5e  |
| 2018/2019 | 86e  | –   | 20e |
| 2019/2020 | 126e | 19e | –   |